# EHF Champions League mannen 2017/18
De EHF Champions League 2017-18 is de 58ste editie van de EHF Champions League. De competitie begint op 2 september 2017 met de eerste wedstrijden in de groepsfase en zal eindigen met de finale op 27 mei 2018 in het Lanxess Arena in Keulen, Duitsland.

## Deelnemers

### Rechtstreeks gekwalificeerd
| Rang | Land        | Team                   | Rangschikking competitie    | Besluit              |
| ---- | ----------- | ---------------------- | --------------------------- | -------------------- |
| 1    | Duitsland   | Rhein-Neckar Löwen     | Kampioen van Duitsland      | Hoge poule           |
| 1    | Duitsland   | SG Flensburg-Handewitt | Vice-kampioen van Duitsland | Hoge poule           |
| 2    | Hongarije   | Telekom Veszprém       | Kampioen van Hongarije      | Hoge poule           |
| 2    | Hongarije   | MOL-Pick Szeged        | Vice-kampioen van Hongarije | Hoge poule           |
| 3    | Spanje      | FC Barcelona Lassa     | Kampioen van Spanje         | Hoge poule           |
| 4    | Frankrijk   | Paris Saint-Germain    | Kampioen van Frankrijk      | Hoge poule           |
| 5    | Polen       | PGE Vive Kielce        | Kampioen van Polen          | Hoge poule           |
| 6    | Denemarken  | Aalborg Håndbold       | Kampioen van Denemarken     | Hoge poule           |
| 7    | Slovenië    | Celje                  | Kampioen van Slovenië       | Hoge poule           |
| 8    | Macedonië   | Vardar                 | Kampioen van Macedonië      | Hoge poule           |
| 9    | Kroatië     | PPD Zagreb             | Kampioen van Kroatië        | Hoge poule           |
| 10   | Portugal    | Sporting CP            | Kampioen van Portugal       | Kwalificatietoernooi |
| 11   | Zweden      | IFK Kristianstad       | Kampioen van Zweden         | Hoge poule           |
| 12   | Roemenië    | Dinamo București       | Kampioen van Roemenië       | Lage poule           |
| 13   | Zwitserland | Kadetten Schaffhausen  | Kampioen van Zwitserland    | Lage poule           |
| 14   | Oekraïne    | Motor                  | Kampioen van Oekraïne       | Lage poule           |
| 15   | Wit-Rusland | Meshkov Brest          | Kampioen van Wit-Rusland    | Hoge poule           |
| 16   | Rusland     | Medvedi Tchekhov       | Kampioen van Rusland        | Lage poule           |
| 17   | Noorwegen   | Elverum Handball       | Kampioen van Noorwegen      | Lage poule           |
| 18   | Servië      | Vojvodina              | Kampioen van Servië         | Geen deelnamen       |
| 19   | Tsjechië    | Dukla Praag            | Kampioen van Tsjechië       | Geen deelnamen       |
| 20   | Slowakije   | TATRAN Prešov          | Kampioen van Slowakije      | Kwalificatietoernooi |
| 21   | België      | Achilles Bocholt       | Kampioen van België         | Geen deelnamen       |
| 22   | Finland     | Riihimäen Cocks        | Kampioen van Finland        | Kwalificatietoernooi |
| 23   | Nederland   | OCI-LIONS              | Kampioen van Nederland      | Geen deelnamen       |
| 24   | Turkije     | Beşiktaş JK            | Kampioen van Turkije        | Lage poule           |
| 25   | Oostenrijk  | Alpla HC Hard          | Kampioen van Oostenrijk     | Kwalificatietoernooi |
| 26   | Griekenland | DIKE.AS. Nea Ionia     | Kampioen van Griekenland    | Geen deelnamen       |
| 27   | IJsland     | Valur Reykjavik        | Kampioen van IJsland        | Geen deelnamen       |

De Kampioenen uit Servië (Vojvodina), Tsjechië (Dukla Praag), België (Achilles Bocholt), Nederland (OCI-LIONS), Griekenland (DIKE.AS. Nea Ionia) en IJsland (Valur Reykjavik) hebben hun deelnamen aan de VELUX EHF Champions League geweigerd en een plek in de EHF Cup gepakt.

### Wildcards
Naast direct gekwalificeerde clubs hebben clubs die zich hebben gekwalificeerd voor de EHF Cup de mogelijkheid om een dossier in te dienen bij de EHF om op uitnodiging een kwalificatie te verkrijgen (Wildcard). Zo hebben in totaal 15 clubs uit 10 landen en 4 kampioensclubs uit hun land die geen automatische plaats hebben, een uitnodiging aangevraagd:
| Rang | Land        | Team                  | Rangschikking competitie             | Besluit             |
| ---- | ----------- | --------------------- | ------------------------------------ | ------------------- |
| 1    | Duitsland   | THW Kiel              | Nummer 3 van de Duitse competitie    | Hoge poule          |
| 2    | Hongarije   | Tatabánya KC          | Nummer 3 van de Hongaarse competitie | Deelnamen afgewezen |
| 3    | Spanje      | Abanca Ademar León    | Vice-kampioen van Spanje             | Lage poule          |
| 3    | Spanje      | CB Ciudad de Logroño  | Nummer 3 van de Spaanse competitie   | Deelnamen afgewezen |
| 4    | Frankrijk   | HBC Nantes            | Vice-kampioen van Frankrijk          | Hoge poule          |
| 4    | Frankrijk   | Montpellier           | Nummer 3 van de Franse competitie    | Lage poule          |
| 5    | Polen       | Orlen Wisła Płock     | Vice-kampioen van Polen              | Hoge poule          |
| 6    | Denemarken  | Skjern Håndbold       | Vice-kampioen van Denemarken         | Lage poule          |
| 6    | Denemarken  | Bjerringbro-Silkeborg | Nummer 3 van de Deense competitie    | Deelnamen afgewezen |
| 7    | Slovenië    | RK Gorenje Velenje    | Vice-kampioen van Slovenië           | Lage poule          |
| 8    | Macedonië   | Metalurg              | Vice-kampioen van Macedonië          | Lage poule          |
| 9    | Kroatië     | Nexe                  | Vice-kampioen van Kroatië            | Deelnamen afgewezen |
| 10   | Portugal    | FC Porto              | Vice-kampioen van Portugal           | Deelnamen afgewezen |
| 12   | Roemenië    | CSM Boekarest         | Vice-kampioen van Roemenië           | Deelnamen afgewezen |
| 15   | Wit-Rusland | SKA Minsk             | Vice-kampioen van Wit-Rusland        | Deelnamen afgewezen |
| 28   | Estland     | Põlva Serviti         | Kampioen van Estland                 | Deelnamen afgewezen |
| 30   | Luxemburg   | HB Esch               | Kampioen van Luxemburg               | Deelnamen afgewezen |
| 31   | Israël      | Maccabi Rishon LeZion | Kampioen van Israël                  | Deelnamen afgewezen |
| 38   | Litouwen    | Klaipėda Dragūnas     | Kampioen van Litouwen                | Deelnamen afgewezen |

## Speeldagen
|          | Kwalificatietoernooi | Groepsfase               | Knock-out fase        | Knock-out fase        | Knock-out fase     | FINAL4      | FINAL4      |
| Play-off | Kwalificatietoernooi | Groepsfase               | 1/8 finale            | 1/4 finale            | 1/2 finale         | finale      |             |
| -------- | -------------------- | ------------------------ | --------------------- | --------------------- | ------------------ | ----------- | ----------- |
| Datums   | 1 - 3 september 2017 | 13 sept. '17 - 4 mrt '18 | 21 feb. - 4 mrt. 2018 | 21 mrt. - 1 apr. 2018 | 18 - 29 april 2018 | 26 mei 2018 | 27 mei 2018 |
| Loting   | 30 juni 2017         | 30 juni 2017             | Geen loting           | Geen loting           | Geen loting        | 2 mei 2018  | 2 mei 2018  |

## Kwalificatietoernooi
De winnaar van het kwalificatietoernooi zal uitkomen in de groepsfase van de Champions league. De nummer 2 en 3 spelen in de derde ronde van de EHF Cup. De nummer 4 van her kwalificatietoernooi speelt in de tweede ronde van de EHF Cup.

Het kwalificatie toernooi van de Champions League wordt georganiseerd door het Slowaakse HT Tatran Prešov.
|  | Halve finale     | Halve finale     |  |               | Finale           | Finale           |
|  |                  |                  |  |               |                  |                  |
|  | 2 september 2017 |                  |  |               |                  |                  |
|  | Sporting CP      | 31               |  |               |                  |                  |
|  | Riihimäki Cocks  | 27               |  |               | 3 september 2017 | 3 september 2017 |
|  |                  |                  |  |               | Sporting CP (NV) | 35               |
|  | 2 september 2017 | 2 september 2017 |  | Alpla HC Hard | 34               |                  |
|  | TARTRAN Prešov   | 25               |  |               |                  |                  |
|  | Alpla HC Hard    | 26               |  |               |                  |                  |

## Groepsfase
De loting voor de groepsfase vond plaats op 27 juni 2019 in Wenen, Oostenrijk.
- De winnaars van groepen A en B plaatsen zich voor de kwartfinales , de Nummers 2 t/m 6 voor de laatste 16
- De Top 2 van de Groepen B en C plaatsen zich voor de play-offs.

### Groep A
| Pos | Club               | Gs | W | G | V  | Pnt | Dv  | Dt  | Ds  | Opmerking             |
| --- | ------------------ | -- | - | - | -- | --- | --- | --- | --- | --------------------- |
| 1.  | Vardar             | 14 | 9 | 3 | 2  | 21  | 390 | 341 | +49 | 0000 Kwartfinale 0000 |
| 2.  | FC Barcelona Lassa | 14 | 9 | 2 | 3  | 20  | 408 | 377 | +31 | Laatste 16            |
| 3.  | HBC Nantes         | 14 | 9 | 2 | 3  | 20  | 402 | 382 | +20 | Laatste 16            |
| 4.  | Rhein-Neckar Löwen | 14 | 5 | 5 | 3  | 17  | 416 | 391 | +25 | Laatste 16            |
| 5.  | MOL-Pick Szeged    | 14 | 6 | 1 | 7  | 13  | 421 | 411 | +10 | Laatste 16            |
| 6.  | IFK Kristianstad   | 14 | 3 | 2 | 9  | 8   | 355 | 415 | -60 | Laatste 16            |
| 7.  | Orlen Wisła Płock  | 14 | 2 | 3 | 9  | 7   | 380 | 408 | -28 |                       |
| 8.  | RK Zagreb          | 14 | 2 | 2 | 10 | 6   | 349 | 396 | -47 |                       |

### Groep B
| Pos | Club                   | Gs | W  | G | V  | Pnt | Dv  | Dt  | Ds  | Opmerking             |
| --- | ---------------------- | -- | -- | - | -- | --- | --- | --- | --- | --------------------- |
| 1.  | Paris Saint-Germain    | 14 | 11 | 1 | 2  | 23  | 424 | 378 | +46 | 0000 Kwartfinale 0000 |
| 2.  | Telekom Veszprém       | 14 | 8  | 2 | 4  | 18  | 407 | 378 | +29 | Laatste 16            |
| 3.  | SG Flensburg-Handewitt | 14 | 7  | 4 | 3  | 18  | 410 | 391 | +19 | Laatste 16            |
| 4.  | THW Kiel               | 14 | 7  | 2 | 5  | 16  | 366 | 361 | +5  | Laatste 16            |
| 5.  | PGE Vive Kielce        | 14 | 6  | 3 | 5  | 15  | 418 | 408 | +10 | Laatste 16            |
| 6.  | Meshkov Brest          | 14 | 4  | 2 | 8  | 10  | 374 | 406 | -32 | Laatste 16            |
| 7.  | Celje                  | 14 | 3  | 1 | 10 | 7   | 398 | 434 | -36 |                       |
| 8.  | Aalborg Håndbold       | 14 | 2  | 1 | 11 | 5   | 364 | 405 | -41 |                       |

### Groep C
| Pos | Club                  | Gs | W | G | V | Pnt | Dv  | Dt  | Ds  | Opmerking             |
| --- | --------------------- | -- | - | - | - | --- | --- | --- | --- | --------------------- |
| 1.  | Skjern Håndbold       | 10 | 8 | 0 | 2 | 16  | 326 | 252 | +74 | 00000 Play-offs 00000 |
| 2.  | Abanca Ademar León    | 10 | 6 | 0 | 4 | 12  | 270 | 270 | 0   | 00000 Play-offs 00000 |
| 3.  | RK Gorenje Velenje    | 10 | 6 | 0 | 4 | 12  | 271 | 271 | 0   |                       |
| 4.  | Elverum Håndball      | 10 | 5 | 0 | 5 | 10  | 287 | 304 | -17 |                       |
| 5.  | Kadetten Schaffhausen | 10 | 4 | 0 | 6 | 8   | 263 | 274 | -11 |                       |
| 6.  | Dinamo București      | 10 | 1 | 0 | 9 | 2   | 278 | 324 | -46 |                       |

### Groep D
| Pos | Club                 | Gs | W | G | V | Pnt | Dv  | Dt  | Ds  | Opmerking             |
| --- | -------------------- | -- | - | - | - | --- | --- | --- | --- | --------------------- |
| 1.  | Montpellier          | 10 | 8 | 0 | 2 | 16  | 309 | 267 | +42 | 00000 Play-offs 00000 |
| 2.  | Motor                | 10 | 6 | 3 | 1 | 15  | 294 | 263 | +31 | 00000 Play-offs 00000 |
| 3.  | Beşiktaş JK          | 10 | 5 | 1 | 4 | 11  | 293 | 296 | -3  |                       |
| 4.  | Sporting CP          | 10 | 4 | 0 | 6 | 8   | 293 | 297 | -4  |                       |
| 5.  | Metalurg             | 10 | 2 | 1 | 7 | 5   | 262 | 293 | -31 |                       |
| 6.  | Chekhovskiye Medvedi | 10 | 2 | 1 | 7 | 5   | 271 | 306 | -35 |                       |

### Play-offs
De beste twee teams van Groep C en D bepalen welke 2 teams zich plaatsen voor de laatste 16
| Team 1             | Tot.    | Team 2          | 1       | 2       |
| ------------------ | ------- | --------------- | ------- | ------- |
| Abanca Ademar León | 43 - 48 | Montpellier     | 24 - 28 | 19 - 20 |
| Motor              | 58 - 63 | Skjern Håndbold | 32 - 30 | 26 - 33 |

## Eindfase

### Laartste 16
| Team 1           | Tot.    | Team 2                 | 1       | 2       |
| ---------------- | ------- | ---------------------- | ------- | ------- |
| Montpellier      | 56 - 55 | FC Barcelona Lassa     | 28 - 25 | 28 - 30 |
| Skjern Håndbold  | 61 - 59 | Telekom Veszprém       | 32 - 25 | 29 - 34 |
| Meshkov Brest    | 52 - 60 | HBC Nantes             | 24 - 32 | 28 - 28 |
| IFK Kristianstad | 46 - 53 | SC Flensburg-Handewitt | 22 - 26 | 24 - 27 |
| PGE Vive Kielce  | 77 - 47 | Rhein-Neckar Löwen     | 41 - 17 | 36 - 30 |
| THW Kiel         | 56 - 50 | MOL-Pick Szeged        | 29 - 22 | 27 - 28 |

### Kwartfinale
| Team 1              | Tot.    | Team 2              | 1       | 2       |
| ------------------- | ------- | ------------------- | ------- | ------- |
| THW Kiel            | 56 - 56 | Vardar              | 28 - 29 | 28 - 27 |
| PGE Vive Kielce     | 60 - 69 | Paris Saint-Germain | 28 - 34 | 32 - 35 |
| Flensburg-Handewitt | 45 - 57 | Montpellier         | 28 - 28 | 17 - 29 |
| HBC Nantes          | 87 - 81 | Skjern Håndbold     | 60 - 54 | 27 - 27 |

## Velux EHF FINAL4
De laatste 4 wordt gespeeld in het Lanxess Arena in Keulen, Duitsland op 26 en 27 mei 2018.

### Halve finale
| 30 mei 2020 15:15 | HBC Nantes | 32 - 28 | Paris Saint-Germain | Lanxess Arena, Keulen Toeschouwers: 19.250 Scheidsrechters: Martin Gjeding, Mads Hansen (DEN) |
| 30 mei 2020 15:15 | (17 -14)   |         |                     | Lanxess Arena, Keulen Toeschouwers: 19.250 Scheidsrechters: Martin Gjeding, Mads Hansen (DEN) |
| 30 mei 2020 15:15 | 1× 5×      | Verslag | 2× 4×               | Lanxess Arena, Keulen Toeschouwers: 19.250 Scheidsrechters: Martin Gjeding, Mads Hansen (DEN) |

| 26 mei 2018 18:00 | Varder    | 27 - 28 | Montpellier | Lanxess Arena, Keulen Toeschouwers: 19.250 Scheidsrechters: Jonas Eliasson, Anton Palsson (ISL) |
| 26 mei 2018 18:00 | (11 - 14) |         |             | Lanxess Arena, Keulen Toeschouwers: 19.250 Scheidsrechters: Jonas Eliasson, Anton Palsson (ISL) |
| 26 mei 2018 18:00 | 3×        | Verslag | 3× 4×       | Lanxess Arena, Keulen Toeschouwers: 19.250 Scheidsrechters: Jonas Eliasson, Anton Palsson (ISL) |

### Wedstrijd om de derde plaats
| 31 mei 2020 15:15 | Paris Saint-Germain | 29 - 28 | Vardar   | Lanxess Arena, Keulen Toeschouwers: 19.257 Scheidsrechters: Bojan Lah, David Sok (SLO) |
| 31 mei 2020 15:15 | (14 - 15)           |         |          | Lanxess Arena, Keulen Toeschouwers: 19.257 Scheidsrechters: Bojan Lah, David Sok (SLO) |
| 31 mei 2020 15:15 | 2× 5×               | Verslag | 2× 4× 1× | Lanxess Arena, Keulen Toeschouwers: 19.257 Scheidsrechters: Bojan Lah, David Sok (SLO) |

### Finale
| 27 mei 2018 | HBC Nantes | 26 - 32 | Montpellier | Lanxess Arena, Keulen Toeschouwers: 19.250 Scheidsrechters: Oscar Raluy Lopez, Angel Sabroso scheidsrechters: iRamirez (ESP) |
| 27 mei 2018 | (13 - 16)  |         |             | Lanxess Arena, Keulen Toeschouwers: 19.250 Scheidsrechters: Oscar Raluy Lopez, Angel Sabroso scheidsrechters: iRamirez (ESP) |
| 27 mei 2018 | 2×         | Verslag | 1× 3×       | Lanxess Arena, Keulen Toeschouwers: 19.250 Scheidsrechters: Oscar Raluy Lopez, Angel Sabroso scheidsrechters: iRamirez (ESP) |